# Мозговишки чукар
Мозговишки чукар е връх в Пирин планина. Разположен е в северния дял на Пирин и е най-високият връх на Мозговишкия рид. Изграден е от гранит. Почвите са тъмноцветно планинско-ливадни. Склоновете на върха са скалисти и отвесни от север. Южните му склонове са много стръмни, тревисто-каменисти. По ниските части на склоновете има съобщества от клек. Върхът има няколко добре изразени коти, като най-високата е 2612 метра. На север от Мозговишки чукар се намират циркус Чаира и Чаирските езера, а на юг – циркус Белемето. На изток от върха, на главното планинско било е разположена Мозговишката порта (2530 метра).